# Ala-Artscha-Nationalpark
Der Ala-Artscha-Nationalpark (kirgisisch Ала-Арча) ist ein 194 km² großer Hochgebirgs-Nationalpark in der zentralasiatischen Republik Kirgisistan. Er befindet sich im Kirgisischen Alatau, einem Teil des Tian Shan, rund 40 km südlich der Hauptstadt Bischkek im Oblus Tschüi.

## Name
„Ala-Artscha“ bedeutet „vielfarbiger Wacholder“, und der Park hat diesen Namen wegen des ausgedehnten Bewuchses seiner Berghänge mit dem Halbkugeligen Wacholder, der hier in vielen Farbschattierungen auftritt und der in der kirgisischen Tradition besondere Wertschätzung genießt. Der Rauch eines Wacholderfeuers soll böse Geister vertreiben, aber der Baum soll nicht in der Nähe des Heims gepflanzt werden, da er – so die Überlieferung – im Laufe der Zeit die Kraft aus den in seiner Nähe lebenden Menschen saugt.

## Der Park
Der Park wurde 1976 eingerichtet, hat eine Gesamtfläche von 194 km² zwischen den Koordinaten 74°24‘ und 74°34‘ E bzw. 42°24‘ und 42°36‘ N und reicht von etwa 1500 m Höhe an seinem Eingang bis auf 4895,4 m Höhe mit dem Pik Semjonow-Tjan-Schanski, dem höchsten Berggipfel im Kirgisischen Alatau. Die Baumgrenze liegt bei etwa 2500 m Höhe. Der Park umfasst die Schluchten des Ala-Artscha-Flusses und seiner Zuflüsse und die umliegenden Berge mit rund 50 Gipfeln sowie etwa 20 großen und kleinen Gletschern. Der vergletscherte Bereich umfasst insgesamt 33 km² (rund 17 % der Gesamtfläche) und ist seit 1964 um 17,9 % geschrumpft. Auch die Gletscherdicke hat seit den 1970er Jahren abgenommen. In den Ala-Artscha-Fluss mündende kleinere Bergflüsse werden vom Schmelzwasser dieser Gletscher gespeist.
Ala-Artscha hat eine reichhaltige Flora und Fauna, mit mehr als 800 Spezies von Pflanzen und etwa 170 Spezies von Tieren. Neben Vögeln und Kleingetier gibt es in den höheren Lagen des Parks den äußerst seltenen Schneeleoparden, Pamir-Argalis, Sibirische Steinböcke, das Sibirische Reh, Wölfe, Braunbären, Luchse sowie Himalaya-Murmeltiere.

## Nutzung

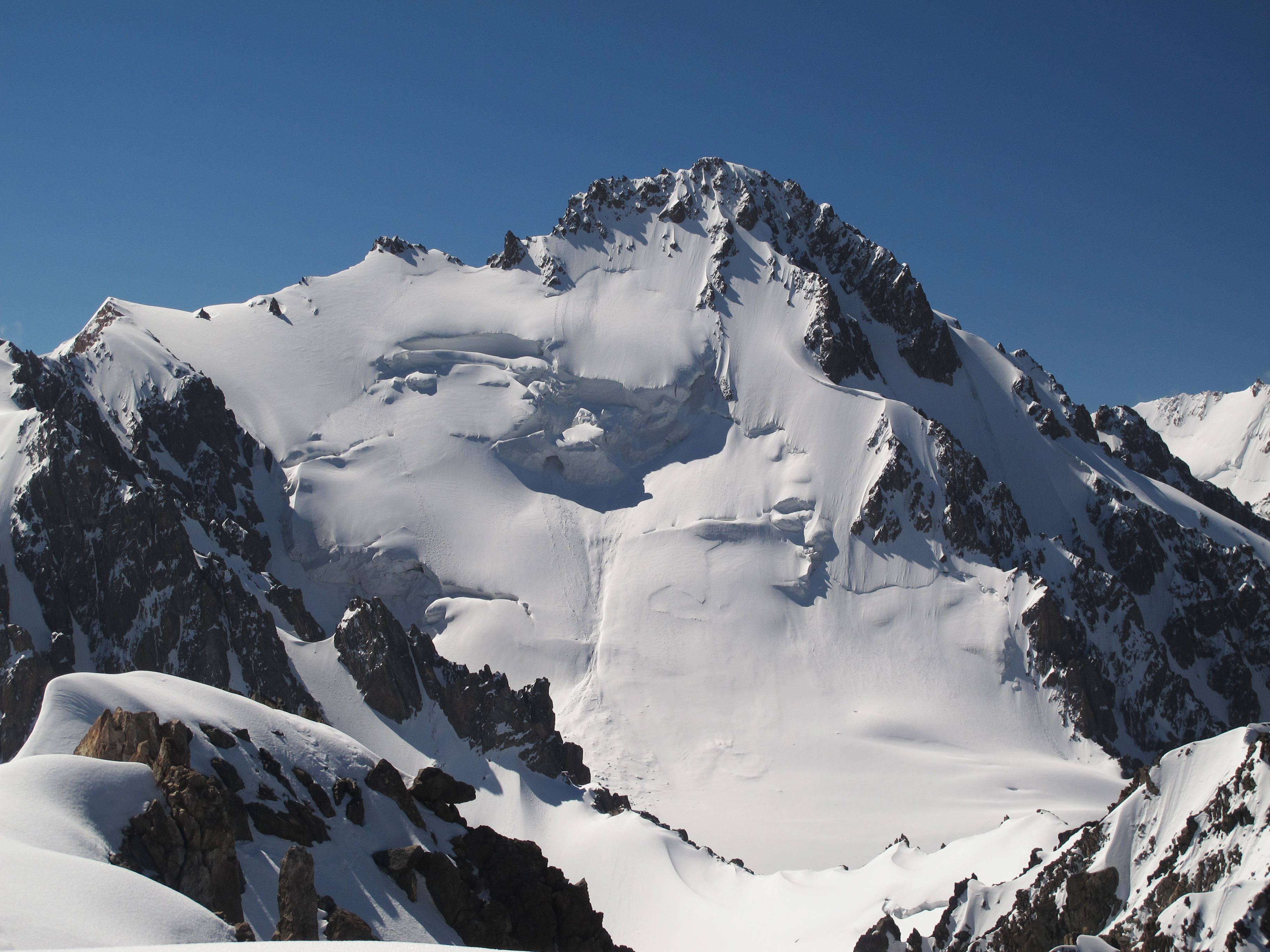
Pik Semjonow-Tjan-Schanski

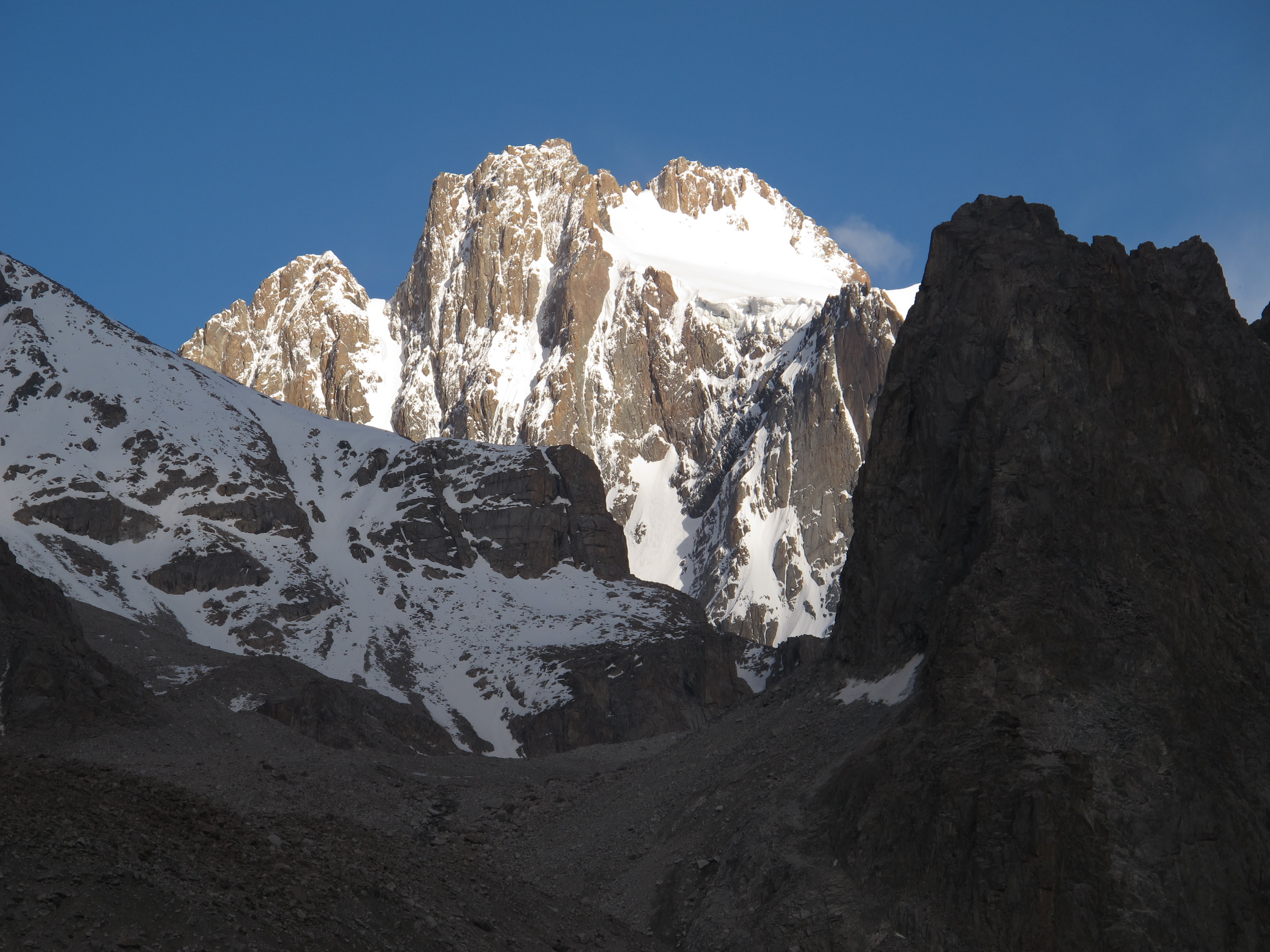
Pik Korona, von der Ratsek-Hütte gesehen

Der Park ist von Bischkek aus leicht zu erreichen (etwa 45 Minuten mit dem Auto). Er ist ganzjährig geöffnet und die Eintrittsgebühr ist minimal. Ala-Artscha ist ein beliebtes Ausflugsziel zum Wandern, Picknicken, Zelten, Bergsteigen, Klettern, Gletscherwandern und Eisklettern. In seiner unmittelbaren Umgebung gibt es Reit- und Skimöglichkeiten. Auch im Park können Reittouren entlang der Hauptwege arrangiert werden. Zelten ist an bestimmten Stellen erlaubt. Nicht erlaubt sind Angeln und Fischen, Jagen, das Pflücken von Beeren, Blumen, Blüten und Kräutern, das Fangen von Schmetterlingen und anderen Insekten, sowie das Mitbringen von Hunden.
Beliebteste Jahreszeiten sind Spätsommer und Frühherbst. Im Frühjahr und Frühsommer sind die Bergflüsse reißend und gefährlich. Am 1. Mai findet das „Alpinada“-Festival statt, bei dem Hunderte von Menschen im Tal campieren und mehr als 100 von ihnen den 4143 m hohen Pik Komsomolets besteigen.
Vom Parkeingang führt die von Bischkek kommende Straße etwa 12 km in den Park zu einer kleinen Ansammlung von Gebäuden, dem „Alp-Lager“, darunter ein vor wenigen Jahren errichtetes neues Logierhaus, das „Ala-Artscha-Hotel“. Es gibt Dutzende von Wandermöglichkeiten im Park, darunter der nur 1,3 km lange und auch für ungeübte Wanderer bequeme Weg entlang dem Ala-Artscha-Fluss, sowie die drei Hauptwege, die am Ende der Straße beginnen.
Ein in 4 bis 5 anstrengenden Stunden zu bewältigender Fußpfad nach Osten, der schwierigste der drei, geht anfangs sehr steil ansteigend, dann immer hoch über dem Bachbett des Ak-Sai-Bachs entlang zum Fuß des Ak-Sai-Gletschers. Nach 3,75 km erreicht man den Ak-Sai-Wasserfall. Am Ak-Sai-Gletscher befindet sich auf rund 3200 m Höhe ein noch aus der Sowjetzeit stammendes Basislager für Alpinisten, die Ratsek-Hütte; dort wurden Generationen junger Bergsteiger ausgebildet. Sie ist heute Basislager für Bergsteiger in dieser Gegend. Man kann dort übernachten, muss jedoch eigene Verpflegung mitbringen. Bei der Hütte entsteht jeden Sommer ein Zeltlager von Alpinisten. Von dort gelangt man, entsprechend ausgerüstet, in ein bis zwei Stunden in das Gletschertal. Die bekanntesten Gipfel des Parks erheben sich um den Ak-Sai-Gletscher, darunter besonders der Pik Korona (4860 m) mit seinen sechs Gipfeln und der Pik Swobodnaja Korea (4778 m) mit seiner imposanten Nordwand. Der Pik Korona wird häufig zur Vorbereitung auf Expeditionen in anderen Gegenden Kirgisistans genutzt. Seine 1000 m hohe steile Nordwestseite oberhalb des Utschitjel-Gletschers ist so schwierig, dass sie nicht oft bestiegen wird. Ebenfalls in diesem Teil des Parks befinden sich die Viertausender Ak-Too (4612 m), Utschitjel (4527 m), Teke-Tor (4442 m), Isiskatjel (4570 m), Dwurogaja (4380 m) und Boks (4200 m), sowie etwas weiter östlich bzw. südlich Frunse (4245 m) und Skriabina (4650 m) mit dem Skriabina-Gletscher.
Ein zweiter Fußweg, der mittlere und meistgenutzte der drei, verläuft auf einem ehemaligen Fahrweg auf einer Länge von 22 km entlang dem Ala-Artscha-Flussbett und erreicht nach etwa 10 km bzw. 22 km zwei heute nicht mehr genutzte Skigebiete inmitten weiterer Viertausender. Der Weg bis zur ehemaligen Skihütte bei der einstigen Oberen Ala-Artscha-Bergskibasis, in der man, wenn Platz ist, übernachten kann, ist weit und ermüdend, dauert sechs bis sieben Stunden, und ist nicht immer passierbar: im Winter und Frühjahr wegen des hohen Schnees, später wegen der Schwierigkeit oder gar Unmöglichkeit, den reißenden Fluss zu überqueren.
Ein dritter Weg geht südwestlich in das schöne, bewaldete Tal des von vielen Forellen bewohnten Adygene-Fluss mit seinen Wasserfällen. Der Weg führt nach etwa 1 km an einem in einem Lärchenhain gelegenen kleinen Friedhof für abgestürzte Bergsteiger vorbei, in dem die meisten Gräber allerdings nur Stücke von Bekleidung oder Ausrüstung beinhalten, da die Leichen der Verunglückten nicht gefunden oder geborgen werden konnten. Ein kleines Denkmal direkt neben dem Friedhof erinnert an einen Bergsteiger, der sein Sicherungsseil durchschnitt, um seine Kameraden nicht mit in den Abgrund zu reißen. Ein Hubschrauber-Rotorenblatt erinnert an die Hubschrauberbesatzungen, die in der Gegend abgestürzt sind. Der Weg geht danach etwa 7 km weiter durch Fichtenwald bis zum Adygene-Gletscher unterhalb des Pik Adygene (4393,4 m) und des Pik Panfilova (4257 m). Dies ist wohl der am wenigsten besuchte Teil des Parks, trotz seiner reichhaltigen Vogel- und Tierwelt.

## Fotostrecke

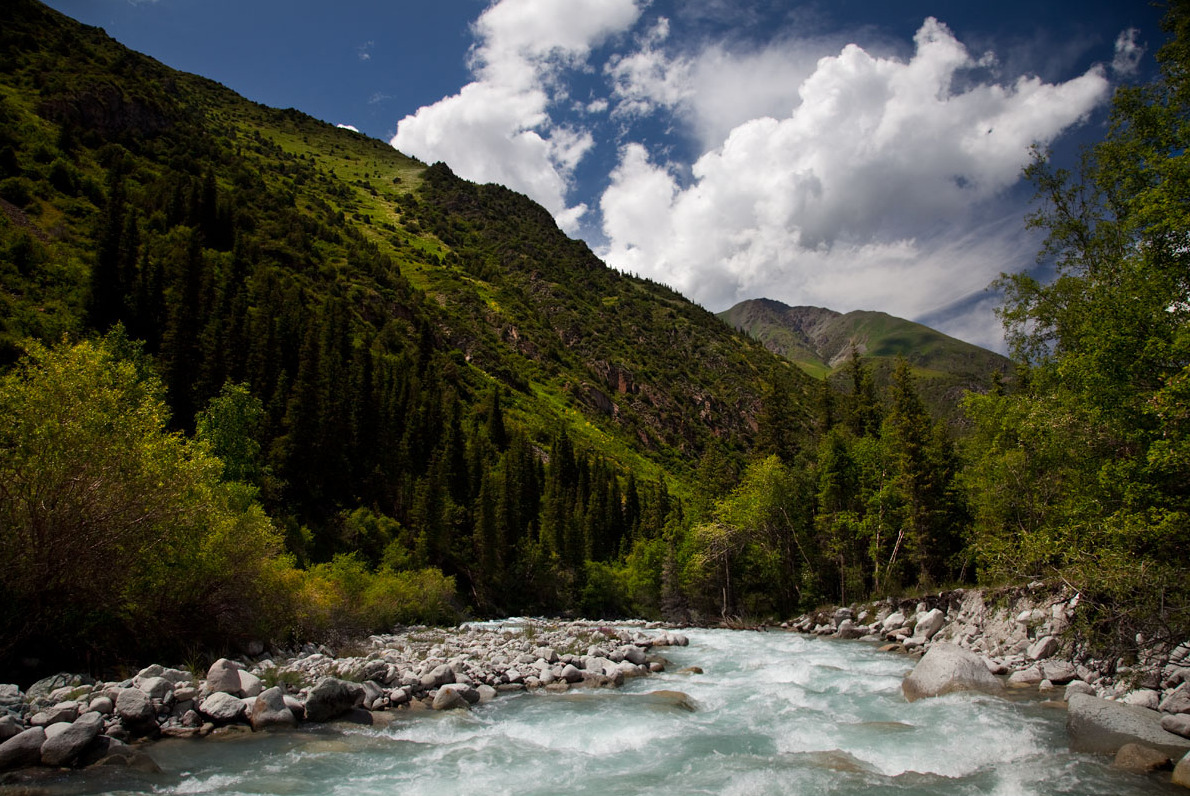
Der Ala-Artscha-Fluss
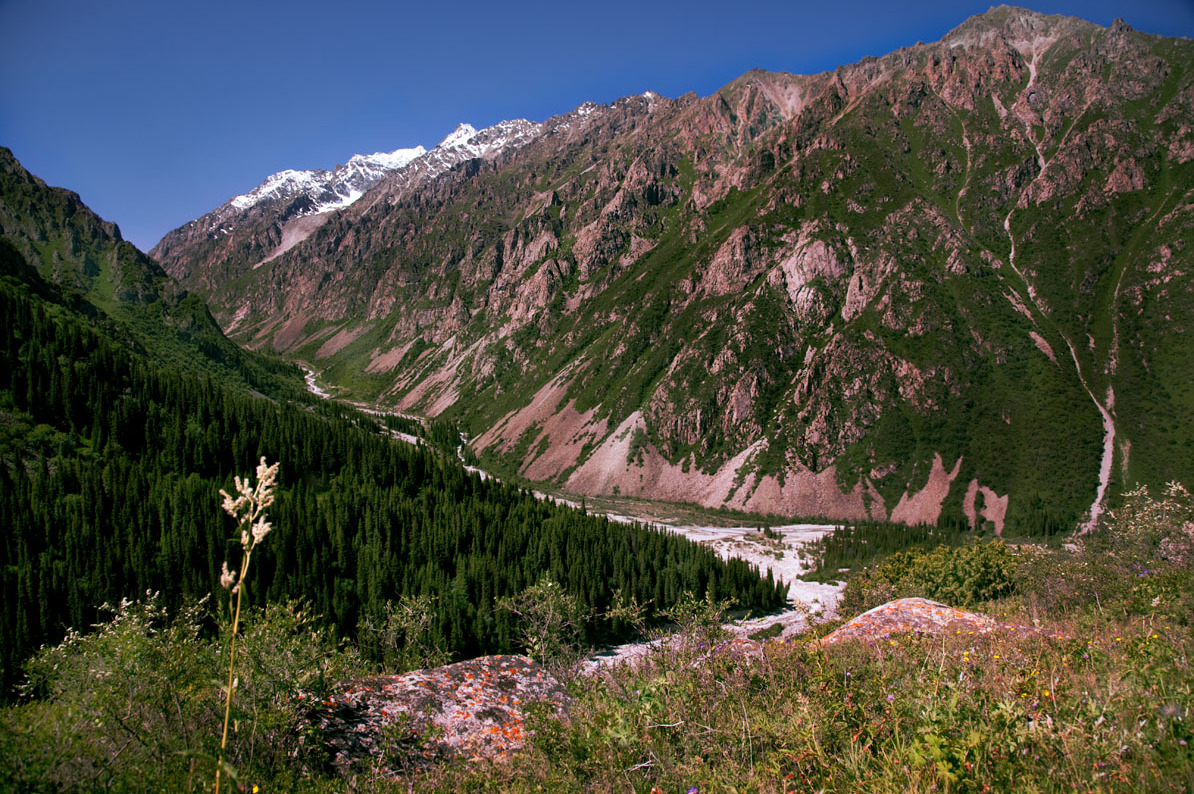
Die Ala-Artscha-Schlucht
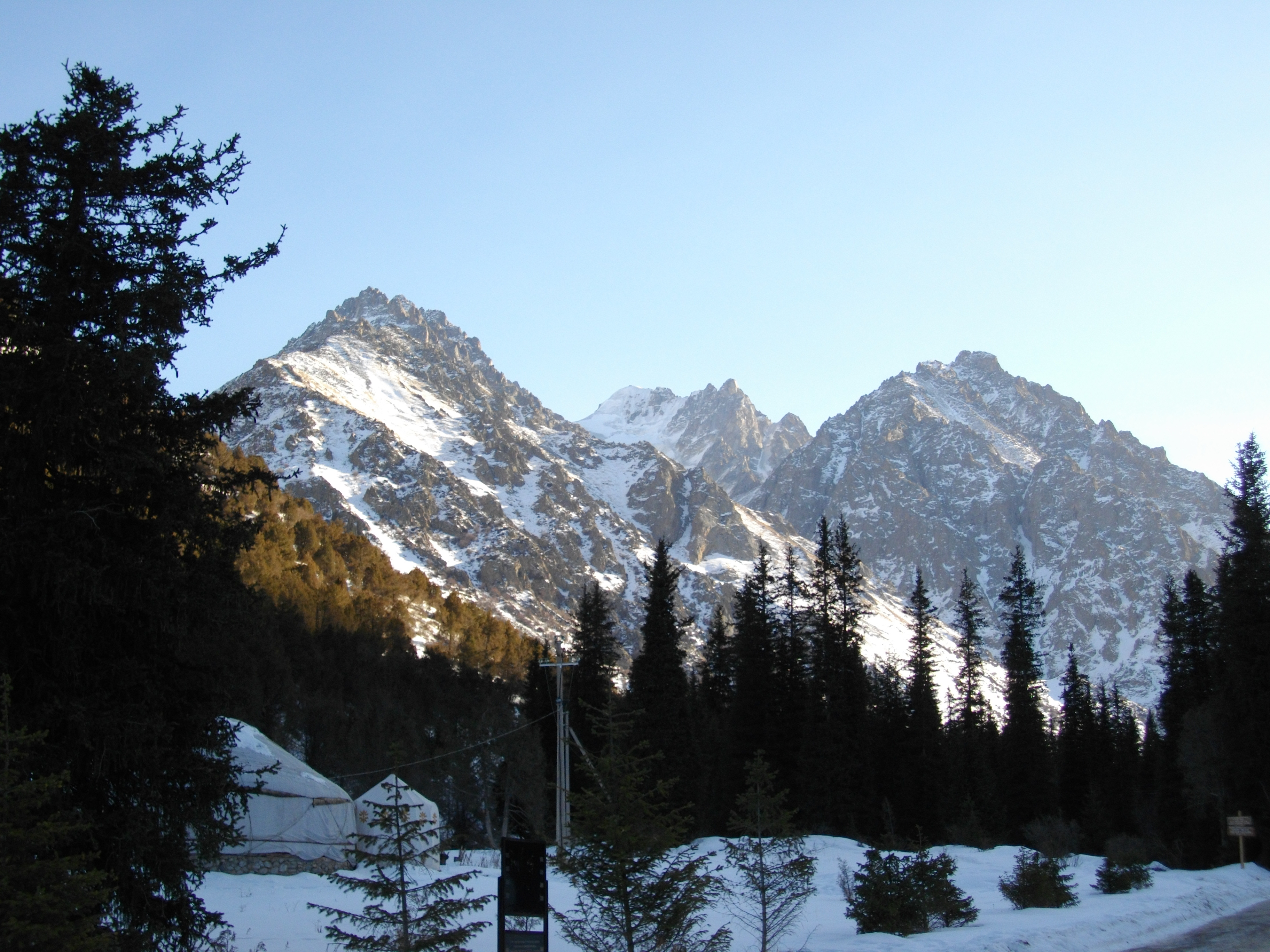
Im Ala-Artscha-Nationalpark
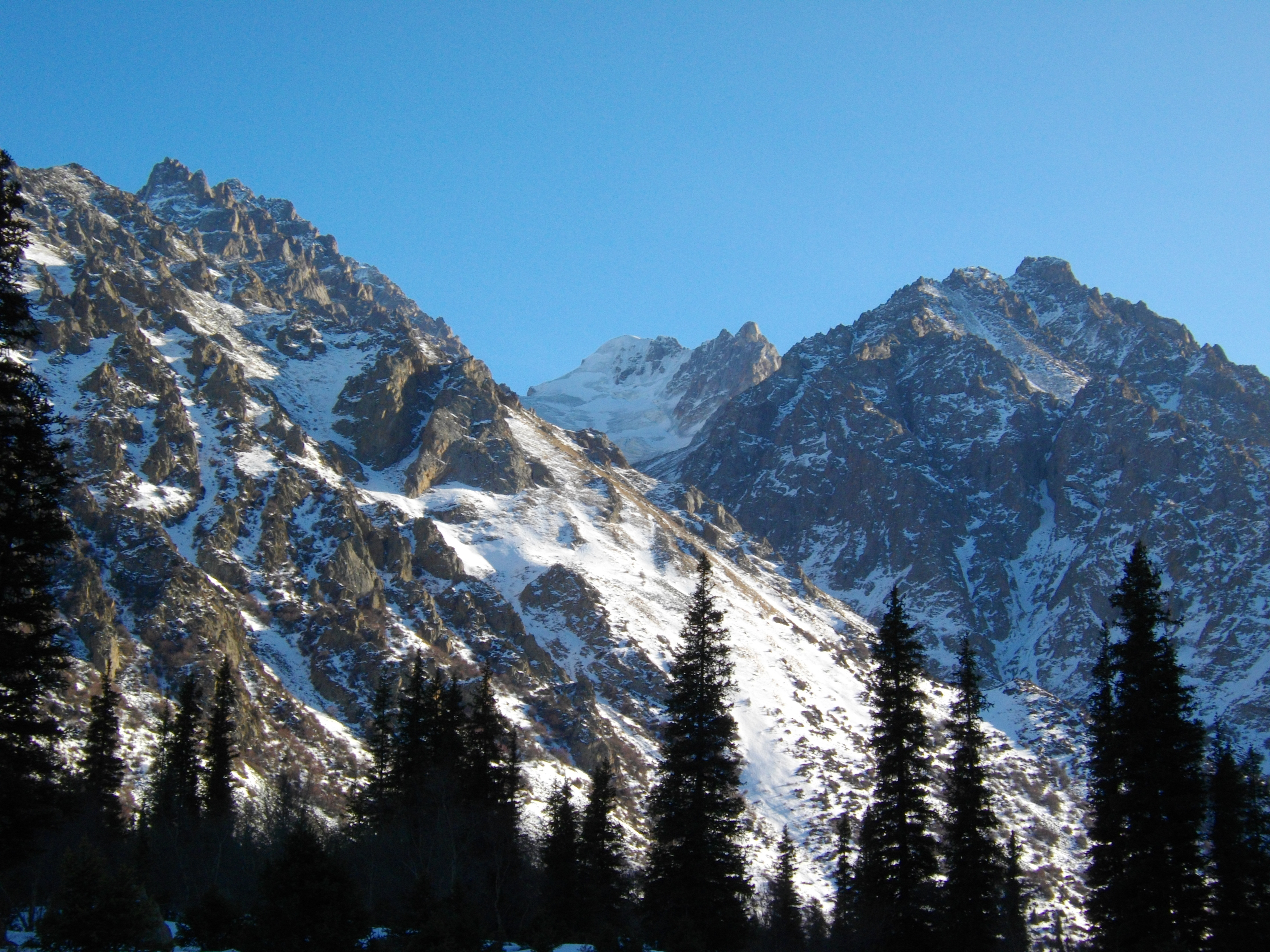
Im Ala-Artscha-Nationalpark
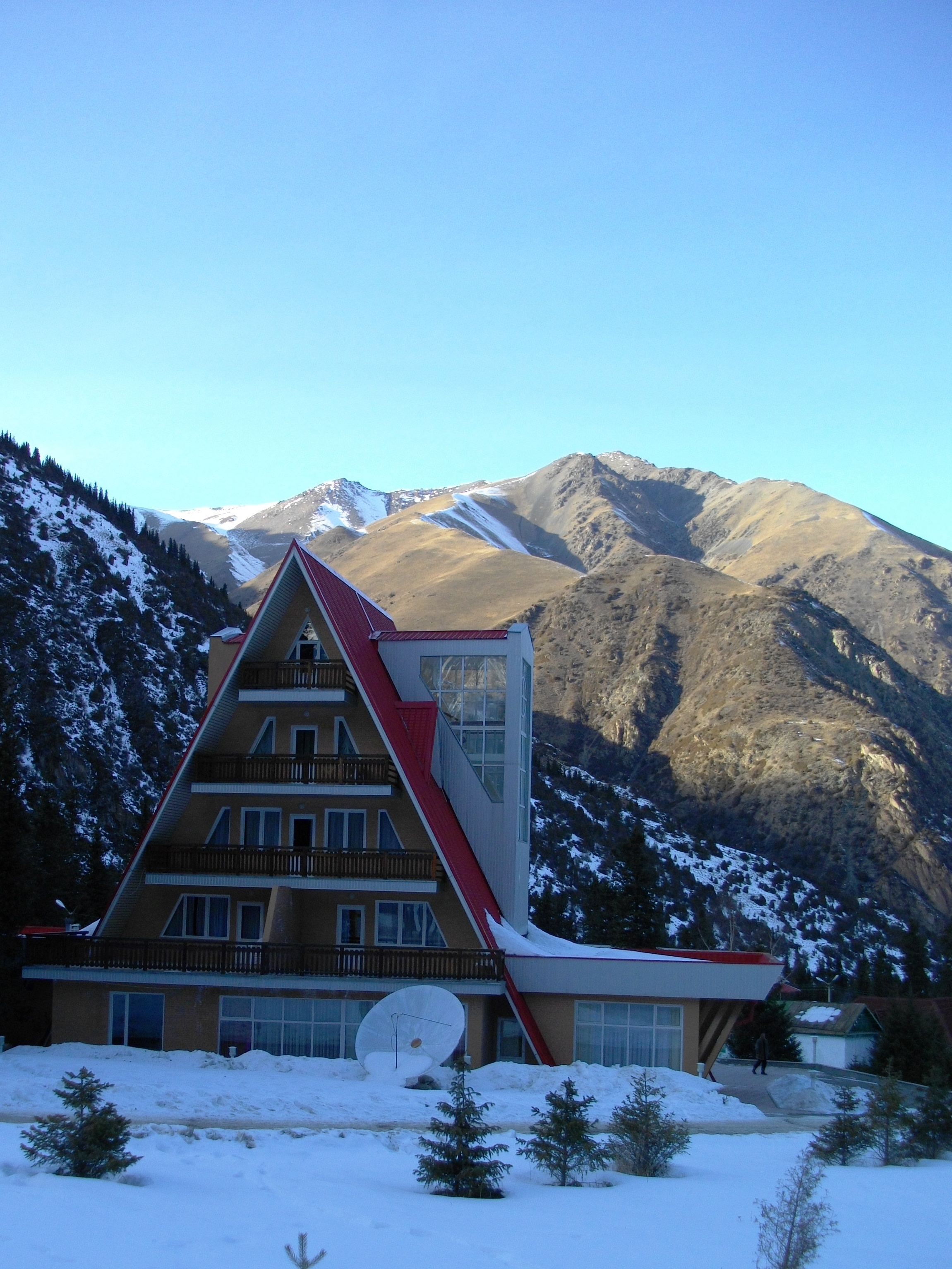
Im Ala-Artscha-Nationalpark

## Berge ab 4000 m Höhe
Berge und Gipfel mit mindestens 4000 m Höhe im Ala-Artscha-Nationalpark sind (sortiert nach Höhe über dem Meeresspiegel; wenn nicht anders genannt, laut Komissarov:)
| - Pik Semjonow-Tjan-Schanski (4895,4 m) - Pik Korona (4855 m) - Swobodnaja Korea (4740 m) - Bailian-Baschi (4700 m) - Skriabina (4650 m) - Ak-Too (4612,4 m) - Kosmonawtow (4600 m) - Isiskatjel (4570 m) - Utschitjel (4527 m) - Baitschitschitei (4515 m) - Palatka (4499,5 m) - Lermontowa (4498,5 m) - Teke-Tor (4442 m) | - Griasnowa (4424,5 m) - Altyn-Tor-Baschi (4400 m) - Simagina (4400 m) - Adygene (4393,4 m) - Dwurogaja (4380 m) - Olega Koschewogo (4330 m) - Sergeij Gerasimow (4314 m) - Panfilowa (4257 m) - Frunse (4245 m) - Agitator (4244 m) - Spartakiada (4220 m) - Lyet VLKSM (4216 m) - Boks (4200 m) | - Kirowa (4200 m) - Lyet Kirgistania (4200 m) - Pawlika Morosowa (4200 m) - Sapadnaja (4198,9 m) - Uslowaja (4194,9 m) - Komsomolets (4143 m) - Smena (4110,7 m) - Samoliot (4109 m) - Ala-Artscha (4088 m) - Elektro (4078,5 m) - Pionier (4050 m) - Osemji (4044 m) |